# Premier League Goal of the Season
Gól sezóny Premier League je každoroční ocenění fotbalového svazu udělované hráči, který v sezóně Premier League vstřelil nejkrásnější gól .
V užším výběru je každý z vítězů Gólu měsíce Premier League. O vítězi rozhoduje kombinace online veřejného hlasování - které určuje 10% konečného výsledku - a skupina odborníků.
Cena byla poprvé udělena po sezóně 2016/17 a v současné době je známá pod svým sponzorovaným názvem Budweiser Goal of the Season. Premier League udělila následně zpětné ocenění pro každý z ročníků soutěže od svého vzniku, tedy sezóny 1992/93.

## Vítězové
| Kurzívou | Domácí tým                    |
|          | vyhrál i cenu Ference Puskáse |

| Sezóna  | Hráč               |             | Tým                    | Skóre po vstřelené brance | Soupeř               | Datum             | Ref   |
| ------- | ------------------ | ----------- | ---------------------- | ------------------------- | -------------------- | ----------------- | ----- |
| 2016/17 | Emre Can           | Německo     | Liverpool              | 1:0                       | Watford              | 1. května 2017    |       |
| 2017/18 | Sofiane Boufal     | Maroko      | Southampton            | 1:0                       | West Bromwich Albion | 21. října 2017    |       |
| 2018/19 | Andros Townsend    | Anglie      | Crystal Palace         | 2:1                       | Manchester City      | 22. prosince 2018 |       |
| 2019/20 | Son Hung-Min       | Jižní Korea | Tottenham Hotspur      | 3:0                       | Burnley              | 7. prosince 2019  |       |
| 2020/21 | Érik Lamela        | Argentina   | Tottenham Hotspur      | 1:0                       | Arsenal              | 14. března 2021   | [ 1 ] |
| 2021/22 | Mohamed Salah      | Egypt       | Liverpool              | 2:1                       | Manchester City      | 3. října 2021     | [ 2 ] |
| 2022/23 | Julio Enciso       | Paraguay    | Brighton & Hove Albion | 1:1                       | Manchester City      | 24. května 2023   |       |
| 2023/24 | Alejandro Garnacho | Argentina   | Manchester United      |                           | Everton              |                   |       |

Následující ceny byly uděleny zpětně:
- 1992/93: Dalian Atkinson (Aston Villa v Wimbledon)
- 1993/94: Rod Wallace (Leeds United v Tottenham Hotspur)
- 1994/95: Matt Le Tissier (Southampton v Blackburn Rovers)
- 1995/96: Tony Yeboah (Leeds United v Wimbledon)
- 1996/97: David Beckham (Manchester United v Wimbledon)
- 1997/98: Dennis Bergkamp (Arsenal v Leicester City)
- 1998/99: Muzzy Izzet (Leicester City v Tottenham Hotspur)
- 1999/2000: Paolo Di Canio (West Ham United v Wimbledon)
- 2000/01: Shaun Bartlett (Charlton Athletic v Leicester City)
- 2001/02: Dennis Bergkamp (Arsenal v Newcastle United)
- 2002/03: Thierry Henry (Arsenal v Tottenham Hotspur)
- 2003/04: Dietmar Hamann (Liverpool v Portsmouth)
- 2004/05: Patrik Berger (Portsmouth v Charlton Athletic)
- 2005/06: Matthew Taylor (Portsmouth v Sunderland)
- 2006/07: Wayne Rooney (Manchester United v Bolton Wanderers)
- 2007/08: Emmanuel Adebayor (Arsenal v Tottenham Hotspur)
- 2008/09: Glen Johnson (Portsmouth v Hull City)
- 2009/10: Maynor Figueroa (Wigan Athletic v Stoke City)
- 2010/11: Wayne Rooney (Manchester United v Manchester City)
- 2011/12: Papiss Cissé (Newcastle United v Chelsea)
- 2012/13: Robin van Persie (Manchester United v Aston Villa)
- 2013/14: Jack Wilshere (Arsenal v Norwich City)
- 2014/15: Jack Wilshere (Arsenal v West Bromwich Albion)
- 2015/16: Dele Alli (Tottenham Hotspur v Crystal Palace)